# Pristomerus chilonis
Pristomerus chilonis là một loài tò vò trong họ Ichneumonidae.